# Scisma (gruppo musicale)
Gli Scisma sono stati un gruppo musicale indie rock italiano attivo dal 1993 al 2003 e nuovamente dal 2014 al 2015.
Per il loro rock sofisticato, particolarmente colto e raffinato, sono stati definiti dalla critica "magniloquenti" e "gruppo imprescindibile".

## Storia del gruppo

### 1993-1996: origini e primi anni
Il gruppo nasce sulle rive del Lago di Garda. Nel 1993 gli Scisma incidono la loro prima demo, una cassetta autoprodotta intitolata Pezzetti di carta, registrata presso lo studio TNR di Marco Olivotto di Rovereto, a seguito della vittoria riportata in un festival rock locale chiamato "Rockereto"; la demo include i brani proposti dal vivo durante l'esibizione del gruppo in occasione del festival. La formazione comprende Paolo Benvegnù alla voce e alla chitarra, Michela Manfroi al pianoforte e alle tastiere, Giorgia Poli al basso elettrico, Diego De Marco alle chitarre, Danilo Gallo alla batteria e Antonella Ianniello al sintetizzatore e ai cori. Del nucleo originario facevano parte anche tre attori: Max Ilian Zelig (pseudonimo di Massimiliano Briarava); Manuela Minelli ed Elena Massidda, che si occupavano della componente teatrale.
Nel gennaio del 1994 entra nella formazione la cantante e chitarrista Sara Mazo, mentre gli attori della componente teatrale lasciano il gruppo. Gli Scisma pubblicano nel 1995 il primo album autoprodotto in formato CD, Bombardano Cortina, registrato presso lo studio Ritmo & Blu di Pozzolengo; contemporaneamente compare nell'entourage del gruppo il fonico Marco Tagliola e nello stesso anno Antonella Ianniello lascia il gruppo.
Nel 1995 il gruppo appare nel film di Giulio Base Poliziotti, in cui si esibiscono con due canzoni dentro un locale presso i "Murazzi" di Torino.
Nel 1996 vincono Rock Targato Italia e Arezzo Wave, risultati che segnano l’inizio dell’attività live.

### 1997-2000: daRosemary Plexiglasallo scioglimento
Nel 1997 il gruppo firma un contratto con la EMI e pubblica nel settembre dello stesso anno Rosemary Plexiglas, prodotto artisticamente da Manuel Agnelli. Il disco ottiene un discreto successo ed i suoi video, come quelli del successivo lavoro, trovano largo spazio nella programmazione delle reti televisive musicali MTV e Videomusic (che proprio allora stava trasformandosi in TMC2) e Odeon 24 con la trasmissione Il Muro. Ottengono ottime recensioni dalla critica ed entrano nella scena italiana indie rock, grazie ad una musica molto personale ed emotiva, melodica ma con gli aspetti più rumorosi ed esplosivi del rock, come le doppie chitarre elettriche distorte, passaggi di dinamica repentini, accompagnati di solito dagli accenti della batteria.
In occasione dell'uscita dell'album il gruppo inizia il tour promozionale che lo porterà ad esibirsi in Francia al Festival Printemps de Bourges. Sempre nel 1997 vincono il Premio Ciampi come "Miglior debutto discografico dell'anno". Nello stesso anno accompagnano Antonella Ruggiero per la nuova versione di Cavallo bianco inclusa nell'album Registrazioni moderne, dove la cantante reincideva in proprio diversi successi del gruppo Matia Bazar. Collaborano anche con Andy e suonano spesso con gli Afterhours, per i quali aprono anche diversi concerti.
Nel 1998 sono fra gli artisti presenti nelle Nominations del Premio italiano della musica; a marzo dello stesso anno tengono un concerto all'Auditorium FLOG di Firenze che sarà anche ripreso dalla rete televisiva TMC 2 e mandato in onda come "Showcase", con i brani intervallati da interviste ai singoli membri del gruppo. Il 30 settembre 1998 il gruppo chiude la tournée di novantaquattro date dal vivo, partita a settembre 1997 con l'uscita dell'album Rosemary Plexiglas, del quale vengono vendute diecimila copie in un anno.
A settembre 1999, sotto la produzione di Giovanni Ferrario (seconda chitarra e già membro dei gruppi musicali Lula e Micevice), esce l'album Armstrong sempre per la EMI e che viene anticipato nel mese di giugno dall'EP Vive le roi. Nell'EP spicca il brano In dissolvenza, ripreso in versione live da Paolo Benvegnù e da Mark Huygens (coautore del brano I Am The Ocean) del gruppo belga di teatro-musica Venus. Il 30 agosto 1999 esce in radio il primo singolo Tungsteno.

### 2000-2014: la pausa
Nel 2000 il gruppo decide di prendersi una pausa. Per salutare il proprio pubblico il 10 maggio 2003 si esibiscono presso l'Auditorium Flog per un ultimo concerto denominato The Last Waltz, ispirandosi all'omonima operazione dei The Band degli anni 70. Ad aprire quel concerto sono gli Otto'P'Notri, band fiorentina prodotta in quel periodo da Paolo Benvegnù.
A distanza di molti anni dal loro scioglimento, gli Scisma continuano ad essere considerati un gruppo di culto il cui valore viene riconosciuto anche dalle nuove generazioni di artisti; il 16 aprile 2012 il webzine ed etichetta musicale Mag-Music pubblica una compilation in streaming digitale e CD fisico intitolata Simmetrie, omaggio agli Scisma, in cui quattordici fra artisti e band italiane tributano il gruppo con altrettante rivisitazioni di pezzi del repertorio degli Scisma.
Il 30 settembre 2014 il giornalista Michele Monina lancia un appello chiedendo il ritorno sulla scena musicale della cantante Sara Mazo, nel frattempo ritiratasi dalla scena musicale.

### 2014-2015: reunion e nuova pausa

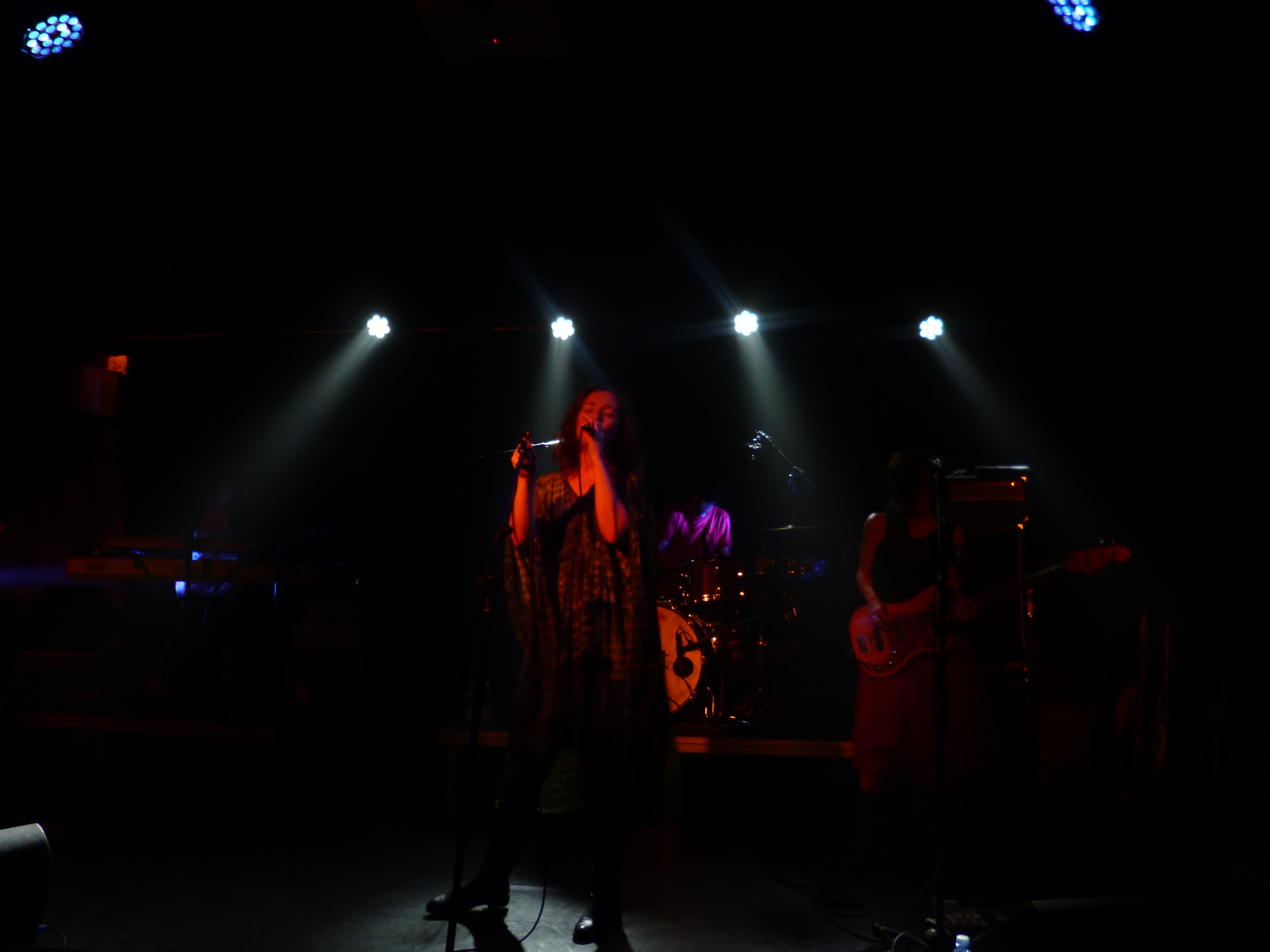
Scisma - live 2015 - Roma

Nel 2014 il gruppo si riforma includendo Beppe Mondini in sostituzione del batterista Danilo Gallo, trasferitosi nel frattempo a Panama.
Il 25 settembre 2015 esce Musica elementare, primo singolo che anticipa il nuovo EP Mr. Newman uscito il 9 ottobre 2015 con sei brani inediti, per l'etichetta indipendente Woodworm label, la quale nello stesso anno ristampa in vinile ad edizione limitata anche gli album Rosemary Plexiglas e Armstrong.
Nell'ottobre 2015 il gruppo partecipa al programma web Music Corner del quotidiano La Repubblica, con una breve intervista e proponendo poi tre brani, il singolo Musica Elementare, Mr. Newman e Troppo poco intelligente, dall'album Armstrong del 1999.
Il gruppo organizza un tour per promuovere l'uscita del nuovo EP esibendosi a Bologna, Brescia e Roma. Al termine del mini tour il gruppo decide di prendersi nuovamente una pausa.

## Il significato del nome
In un'intervista del 2015 nel programma radiofonico Radio1 Music Club, Paolo Benvegnù e Sara Mazo si sono così espressi a proposito del nome:
(Paolo Benvegnù)
(Sara Mazo)

## Stile musicale
Caratteristica del gruppo è il contrasto timbrico tra le due voci di Paolo Benvegnù e Sara Mazo, che utilizzano frequentemente l'inglese e il francese all'interno dei loro brani in italiano. 
Il loro stile si fonda su una base fondamentalmente alternative rock/indie rock con influenze jazz, pop e la new wave europea fino al cantautorato. 
In una intervista del 1998 il cantante Paolo Benvegnù affermò che negli ultimi due anni i gruppi che ascoltava maggiormente erano i Radiohead, i Deus, i Motorpsycho e il gruppo italiano di Piacenza X-Chel, prendendo ispirazione dai loro stili musicali. 
Nella stessa intervista, la bassista Giorgia Poli affermò di apprezzare oltre ai gruppi già citati anche Bjork, Massive Attack, Portishead e per la scena italiana anche Casino Royale, Afterhours, Üstmamò, CSI, Marlene Kuntz, Tiromancino e Six Minute War Madness. 
Fra gli ulteriori gruppi che influenzarono gli Scisma vi furono i Blonde Redhead, i Pavement (dei quali gli Scisma aprirono un concerto al Vox a Modena nel 1998) e il gruppo belga dei Venus (dei quali il cantante Mark Huygens collaborò alla stesura del brano "I Am The Ocean" contenuto nell'album Armstrong). 
Nell'album Armstrong, di impostazione maggiormente jazz-rock rispetto al precedente Rosemary Plexiglas, è possibile trovare influenze anche dei Talk Talk e dell'album "Bitches Brew" di Miles Davis, inoltre durante le tournée in Francia vennero accostati ai My Bloody Valentine.
In un'intervista del 2015 la cantante Sara Mazo ha affermato di apprezzare molto Cristina Donà e i Verdena.

## Discografia

### Album in studio
- 1995 – Bombardano Cortina (CD autoprodotto)
- 1997 – Rosemary Plexiglas
- 1999 – Armstrong

### EP
- 1999 – Vive le Roi [11]
- 1999 – Tungsteno
- 2015 – Mr. Newman

Demo
- 1993 – Pezzetti di carta (MC autoprodotta)

### Raccolte
- 2012 – Essential
- 2015 – Omnibus [12]

### Singoli
- 1997 – Centro
- 1997 – Rosemary Plexiglas
- 1997 – Negligenza
- 1997 – L'equilibrio
- 1999 – Tungsteno
- 1999 – L'innocenza [13]
- 1999 – L'innocenza
- 2000 – Troppo poco intelligente
- 2015 – Musica Elementare

## Compilation 1996-1999
Vari brani del gruppo sono stati inseriti in diverse compilation musicali su CD fisico, quali:
1996
- Operazione Musica, Jungle Sound prod.

- Arezzo Wave, Arezzo Wave prod.

1997
- Italian Music Office, Arezzo Wave prod.
- Soniche Avventure, The Fridge prod.
- Catapulta, Catapulta/EMI

1998
- Printemps de Bourges, Groove prod.
- Un amore lungo un giorno, CPI prod.
- PIM 1998
- Europa Connection, Cyra prod.
- Registrazioni Moderne, WEA
- MTV 24 Hours Party, EMI prod.
- Sampler, Rock Sound prod.
- Demetrio&Dintorni

1999
- Premio Ciampi

## Videografia

### Videoclip
- 1997 – Rosemary Plexiglas, (regia di Lorenzo Vignolo)
- 1998 – L'equilibrio, (regia di Fabrizio Trigari)
- 1999 – Tungsteno, (regia di Giangi Magnoni)
- 2000 – L'innocenza, (regia di Francesco Fei)

## Formazione

### Ultima formazione
- Paolo Benvegnù – voce, chitarra, campioni (1993-2003; 2014-2015)
- Sara Mazo – voce, chitarra (1994-2003; 2014-2015)
- Giovanni Ferrario – chitarra (1998-2003; 2014-2015)
- Michela Manfroi – tastiere, campioni, cori (1993-2003; 2014-2015)
- Giorgia Poli – basso, cori (1993-2003; 2014-2015)
- Beppe Mondini – batteria (2014-2015)

### Ex componenti
- Danilo Gallo – batteria, percussioni (1993-2003)
- Diego De Marco – chitarra (1993-1998)
- Antonella Ianniello - synth, cori (1993-1994)
- Max Ilian Zelig (Massimiliano Briarava) - voce recitante/performer componente teatrale (1993-1994)
- Manuela Minelli - componente teatrale (1993-1994)
- Elena Massidda - componente teatrale (1993-1994)